# Biuro Prasowe Stolicy Apostolskiej
Biuro Prasowe Stolicy Apostolskiej (wł. Sala Stampa della Santa Sede) – oficjalny organ Stolicy Apostolskiej i Państwa Watykańskiego do spraw kontaktów z mediami i akredytowanymi dziennikarzami. Biuro prasowe publikuje codziennie w języku włoskim, chociaż teksty w innych językach są również dostępne. Jej dyrektor, powoływany przez papieża jest faktycznie rzecznikiem prasowym Stolicy Apostolskiej. Obecnie szefem biura prasowego jest Matteo Bruni.

## Lista dyrektorów
- Fausto Vallainc (1966–1970)
- Federico Alessandrini (1970–1976)
- Romeo Panciroli (1976–1984)
- Joaquín Navarro-Valls (1984–2006)
- Federico Lombardi (2006–2016)
- Greg Burke (2016–2018)
- p.o. Alessandro Gisotti (od 2018–2019)
- Matteo Bruni (2019- )